# Marko Šuler
Marko Šuler, född 9 mars 1983 i Slovenj Gradec, Jugoslavien (nuvarande Slovenien), är en slovensk före detta fotbollsspelare. Šuler har meriter från spel i Sloveniens fotbollslandslag.